# 祖伊夫卡
祖伊夫卡（烏克蘭語：Зуївка），是烏克蘭的市級鎮，位於該國東部頓涅茨克州，處於克倫卡河左岸，距離頓涅茨克45公里，海拔高度108米，2011年人口3,269，大部分居民信奉東正教。